# مغيض

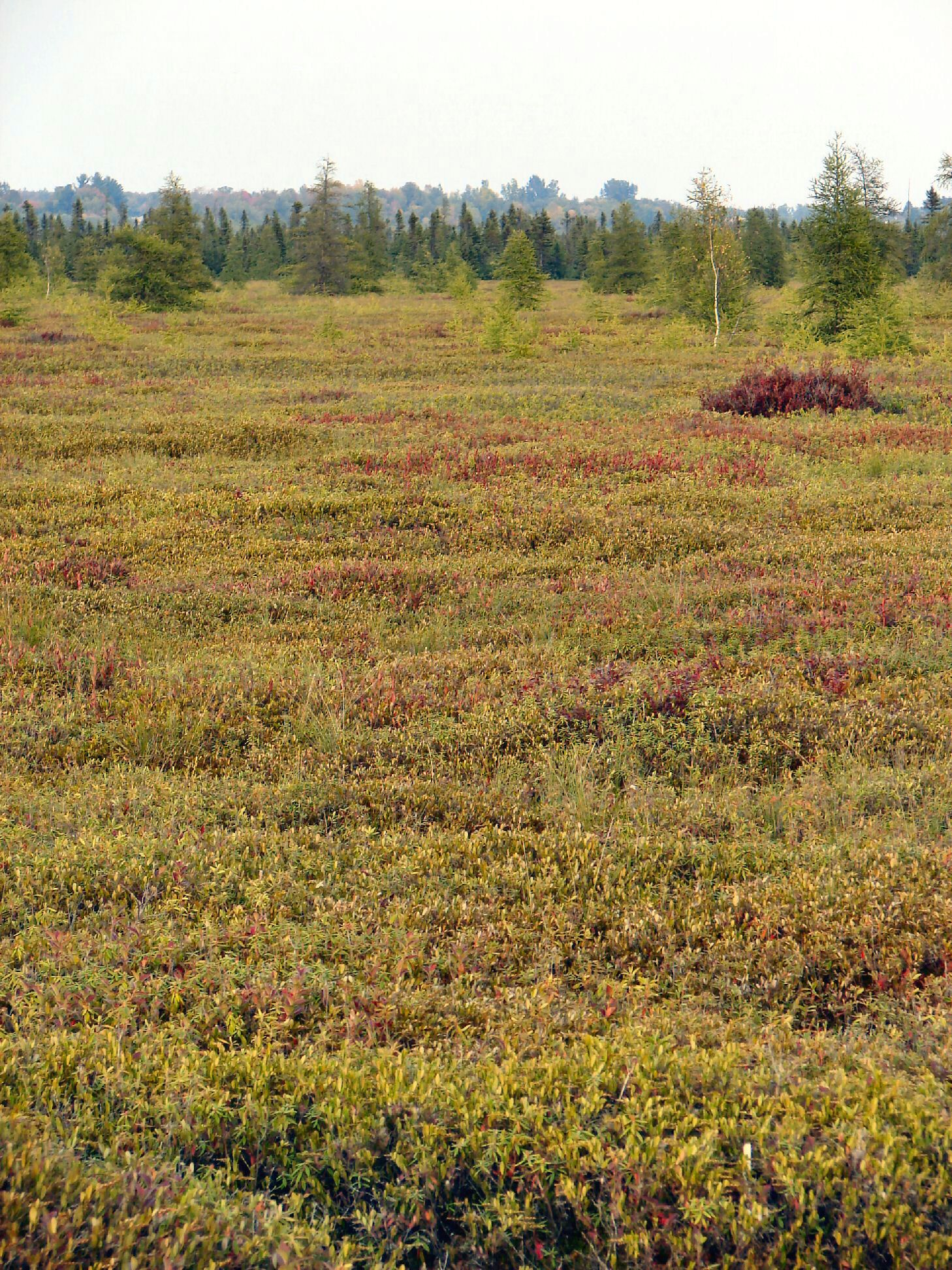
مغيض في محمية Mer Bleue بأونتاريو

المَغيض أو المنقع المرتفع منخفض تتجمع فيه المياه. وهي موائل حمضية ورطبة فقيرة في الأملاح المعدنية وهي موطن للنباتات والحيوانات التي يمكن أن تتعامل مع هذه الظروف القاسية. يتم تغذية المستنقعات المرتفعة، على عكس الأسماك، حصريًا بواسطة الترسيب ومن الأملاح المعدنية التي يتم إدخالها من الهواء. وبالتالي فهي تمثل نوعًا خاصًا من المستنقعات، هيدرولوجيًا وبيئيًا ومن حيث تاريخ تطورها، حيث يلعب نمو الطحالب على مدى قرون أو آلاف السنين دورًا حاسمًا. كما أنها تختلف في طابعها عن المستنقعات البطانية التي تكون أرق بكثير وتحدث في المناطق المناخية الرطبة.